# NHL Winter Classic 2015

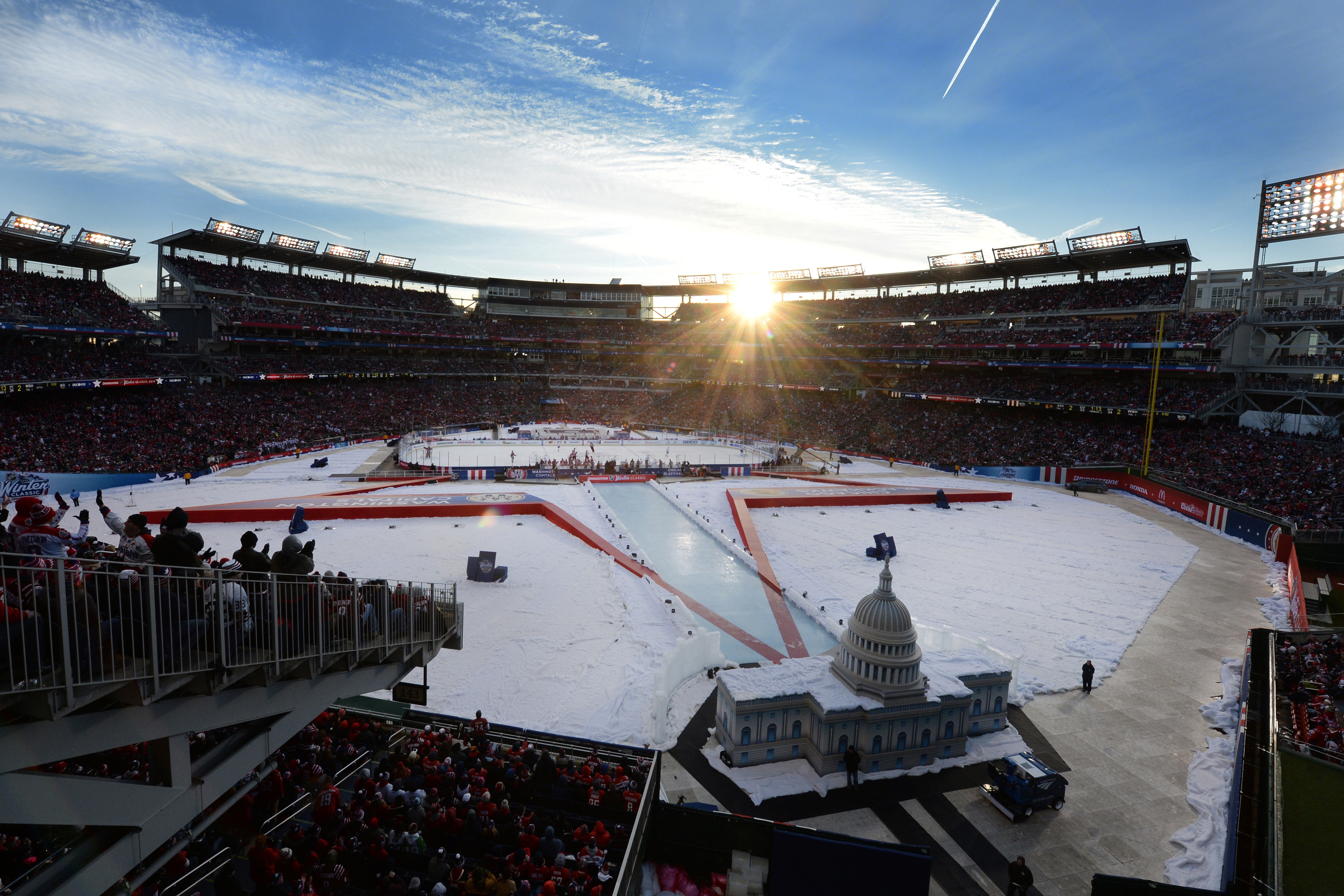
Nationals Park stod värd för sportarrangemanget.

NHL Winter Classic 2015 var ett sportarrangemang i den nordamerikanska ishockeyligan National Hockey League (NHL) där en grundspelsmatch spelades utomhus mellan Washington Capitals och Chicago Blackhawks på Nationals Park i Washington, D.C. i USA den 1 januari 2015.

## Matchen

### Laguppställningarna
| Vänsterforwards        | Centrar               | Högerforwards |
| ---------------------- | --------------------- | ------------- |
| Aleksandr Ovetjkin (C) | Nicklas Bäckström (A) | Jay Beagle    |
| Marcus Johansson       | Jevgenij Kuznetsov    | Troy Brouwer  |
| Brooks Laich           | Eric Fehr             | Joel Ward     |
| Jason Chimera          | Michael Latta         | Tom Wilson    |
| Backar                 |                       | Backar        |
| Brooks Orpik (A)       |                       | John Carlson  |
| Karl Alzner            |                       | Matt Niskanen |
| Jack Hillen            |                       | Mike Green    |
|                        | Målvakter             |               |
|                        | Braden Holtby         |               |
|                        | Justin Peters         |               |
|                        | Tränare               |               |
|                        | Barry Trotz           |               |

| Vänsterforwards    | Centrar            | Högerforwards   |
| ------------------ | ------------------ | --------------- |
| Brandon Saad       | Jonathan Toews (C) | Marián Hossa    |
| Kris Versteeg      | Brad Richards      | Patrick Kane    |
| Bryan Bickell      | Andrew Shaw        | Daniel Carcillo |
| Patrick Sharp (A)  | Marcus Krüger      | Ben Smith       |
| Backar             |                    | Backar          |
| Duncan Keith (A)   |                    | Brent Seabrook  |
| Niklas Hjalmarsson |                    | Johnny Oduya    |
| David Rundblad     |                    | Michal Rozsíval |
|                    | Målvakter          |                 |
|                    | Corey Crawford     |                 |
|                    | Antti Raanta       |                 |
|                    | Tränare            |                 |
|                    | Joel Quenneville   |                 |

### Resultatet
|  | 1 januari 2015 | Washington Capitals | 3 – 2   | Chicago Blackhawks | Nationals Park | |
|  |                | Första perioden: Eric Fehr (7:01) Aleksandr Ovetjkin (11:58) Assists: Green, Hillen Andra perioden: — Tredje perioden: Troy Brouwer (PP) (19:47) Assists: Ovetjkin, Green | Rapport | Första perioden: (13:36) Patrick Sharp (PP) Assists: Keith, Kane Andra perioden: (3:15) Brandon Saad Assists: Toews, Hossa Tredje perioden: — | Washington, D.C., USA Publik: 42 832 Domare: Kelly Sutherland, François St-Laurent Linjedomare: Scott Cherrey, Tim Nowak | Washington, D.C., USA Publik: 42 832 Domare: Kelly Sutherland, François St-Laurent Linjedomare: Scott Cherrey, Tim Nowak |
|  |                | |         | | Washington, D.C., USA Publik: 42 832 Domare: Kelly Sutherland, François St-Laurent Linjedomare: Scott Cherrey, Tim Nowak | Washington, D.C., USA Publik: 42 832 Domare: Kelly Sutherland, François St-Laurent Linjedomare: Scott Cherrey, Tim Nowak |
|  |                | |         | | Washington, D.C., USA Publik: 42 832 Domare: Kelly Sutherland, François St-Laurent Linjedomare: Scott Cherrey, Tim Nowak | Washington, D.C., USA Publik: 42 832 Domare: Kelly Sutherland, François St-Laurent Linjedomare: Scott Cherrey, Tim Nowak |

#### Matchstatistik

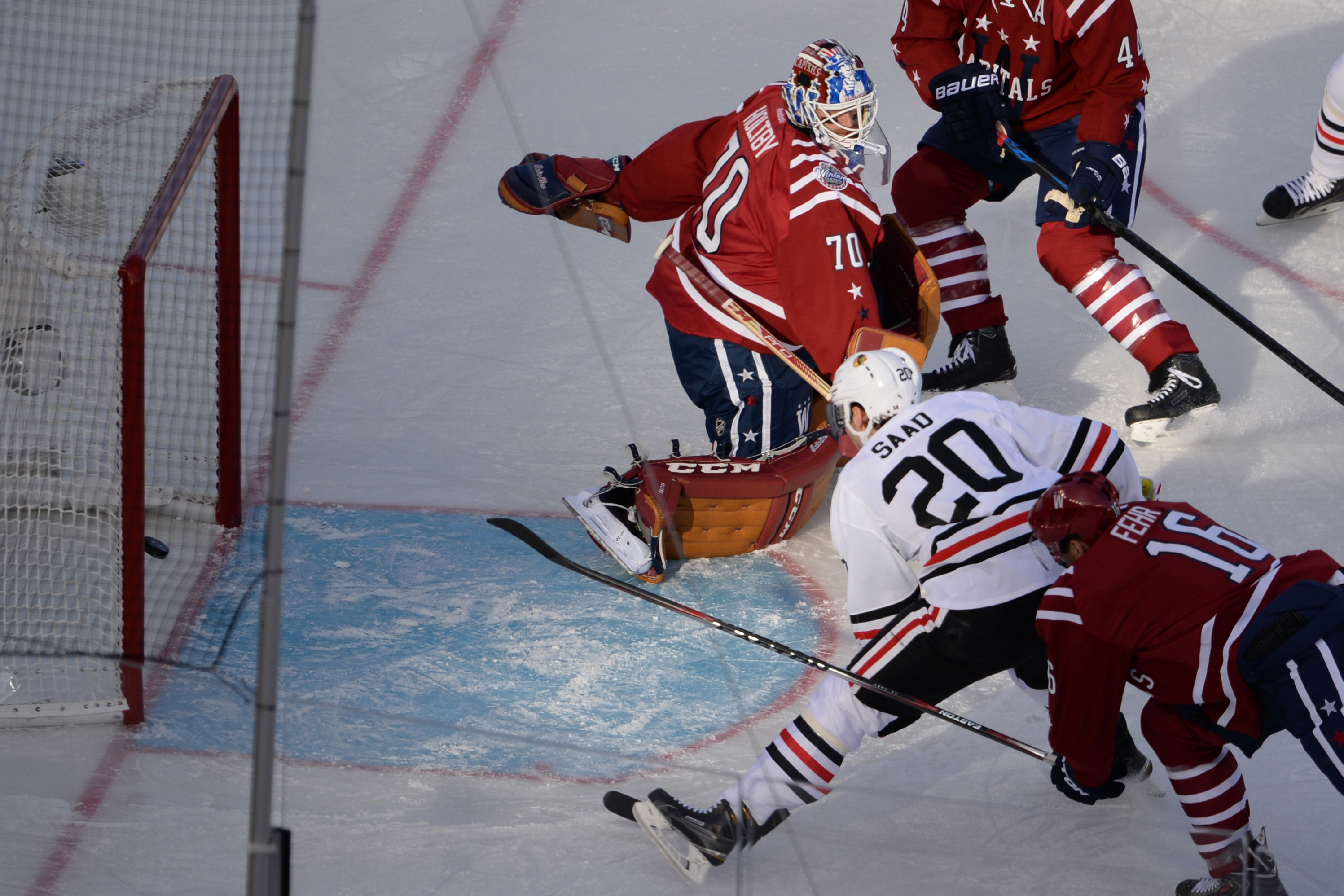
Brandon Saad gör mål i andra perioden.

|                     | Washington Capitals | Chicago Blackhawks |
| ------------------- | ------------------- | ------------------ |
| Powerplay           | 1/4                 | 1/6                |
| Tacklingar          | 24                  | 10                 |
| Vunna tekningar (%) | 46                  | 54                 |
| Blockerade skott    | 15                  | 8                  |
| Utvisningsminuter   | 14                  | 10                 |

| Period | Washington Capitals | Chicago Blackhawks |
| ------ | ------------------- | ------------------ |
| Första | 15                  | 13                 |
| Andra  | 7                   | 13                 |
| Tredje | 13                  | 9                  |
| Totalt | 35                  | 35                 |

#### Utvisningar

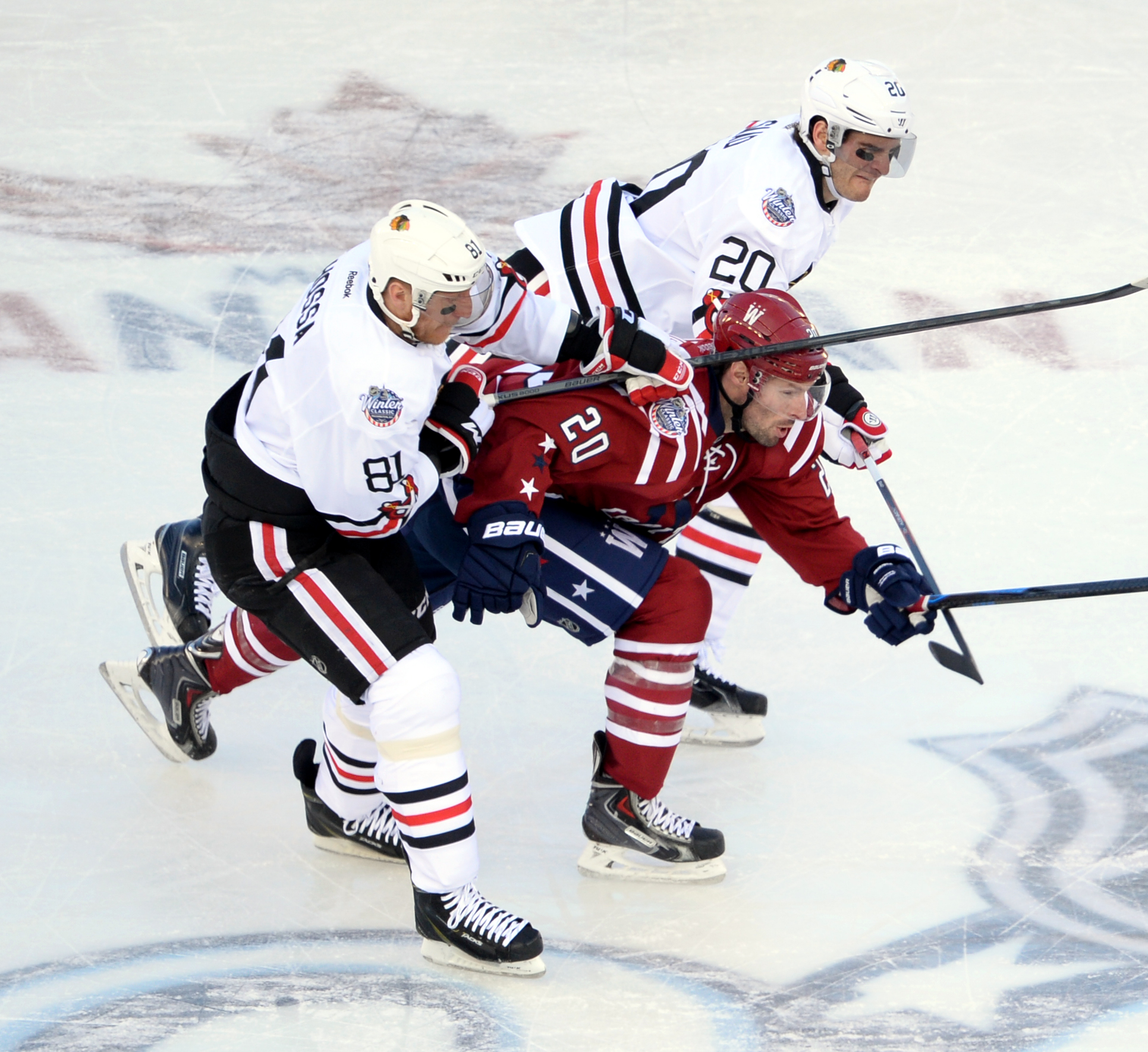
Marián Hossa (#81), Troy Brouwer (#20 i rött) och Brandon Saad (#20).

| Spelare           | Utvisning       | Utvisningsminuter | Tid             |
| Första perioden   | Första perioden | Första perioden   | Första perioden |
| ----------------- | --------------- | ----------------- | --------------- |
| Tom Wilson        | Roughing        | 2:00              | 5:41            |
| Nicklas Bäckström | Holding         | 2:00              | 13:29           |
| Troy Brouwer      | Boarding        | 2:00              | 18:33           |
| Andra perioden    |                 |                   |                 |
| Jason Chimera     | Holding         | 2:00              | 3:57            |
| Tom Wilson        | Interference    | 2:00              | 9:18            |
| John Carlson      | Hög klubba      | 2:00              | 9:47            |
| Tredje perioden   |                 |                   |                 |
| Matt Niskanen     | Boarding        | 2:00              | 16:49           |
| Källa:            |                 |                   |                 |

| Spelare                             | Utvisning       | Utvisningsminuter | Tid             |
| Första perioden                     | Första perioden | Första perioden   | Första perioden |
| ----------------------------------- | --------------- | ----------------- | --------------- |
| Daniel Carcillo                     | Roughing        | 2:00              | 5:41            |
| Bryan Bickell                       | Hög klubba      | 2:00              | 17:41           |
| Andra perioden                      |                 |                   |                 |
| Tredje perioden                     |                 |                   |                 |
| Andrew Shaw                         | Tripping        | 2:00              | 8:21            |
| Jonathan Toews                      | Hakning         | 2:00              | 18:47           |
| Brandon Saad                        | Slashing        | 2:00              | 19:47           |
| Termer: Ishockeyns utvisningssystem |                 |                   |                 |

### Statistik

#### Washinton Capitals

##### Utespelare
| Spelare            | Mål | Assists | Poäng | +/− | Utvisningsminuter | Skott | Vunna tekningar (%) | Tacklingar | Tid på isen |
| ------------------ | --- | ------- | ----- | --- | ----------------- | ----- | ------------------- | ---------- | ----------- |
| Aleksandr Ovetjkin | 1   | 1       | 2     | +1  | 0                 | 4     | 100                 | 4          | 19:32       |
| Mike Green         | 0   | 2       | 2     | +1  | 0                 | 3     | —                   | 1          | 14:59       |
| Troy Brouwer       | 1   | 0       | 1     | 0   | 2                 | 1     | 67                  | 3          | 17:34       |
| Eric Fehr          | 1   | 0       | 1     | 0   | 0                 | 2     | 31                  | 0          | 13:57       |
| Jack Hillen        | 0   | 1       | 1     | +1  | 0                 | 2     | —                   | 0          | 10:56       |
| Karl Alzner        | 0   | 0       | 0     | +1  | 0                 | 1     | —                   | 0          | 19:18       |
| Jay Beagle         | 0   | 0       | 0     | +1  | 0                 | 0     | 50                  | 3          | 16:44       |
| Nicklas Bäckström  | 0   | 0       | 0     | +1  | 2                 | 3     | 55                  | 0          | 21:41       |
| John Carlson       | 0   | 0       | 0     | -1  | 2                 | 4     | —                   | 1          | 23:01       |
| Jason Chimera      | 0   | 0       | 0     | 0   | 2                 | 0     | —                   | 0          | 7:05        |
| Marcus Johansson   | 0   | 0       | 0     | 0   | 0                 | 2     | 0                   | 1          | 16:46       |
| Jevgenij Kuznetsov | 0   | 0       | 0     | 0   | 0                 | 3     | 40                  | 1          | 13:44       |
| Brooks Laich       | 0   | 0       | 0     | 0   | 0                 | 3     | 50                  | 0          | 15:20       |
| Michael Latta      | 0   | 0       | 0     | 0   | 0                 | 1     | 40                  | 0          | 6:31        |
| Matt Niskanen      | 0   | 0       | 0     | +1  | 2                 | 3     | —                   | 4          | 23:17       |
| Brooks Orpick      | 0   | 0       | 0     | -1  | 0                 | 2     | —                   | 3          | 24:44       |
| Joel Ward          | 0   | 0       | 0     | -1  | 0                 | 1     | 0                   | 1          | 15:10       |
| Tom Wilson         | 0   | 0       | 0     | 0   | 4                 | 0     | —                   | 2          | 7:34        |
| Källa:             |     |         |       |     |                   |       |                     |            |             |

##### Målvakt
| Spelare       | Skott mot sig | Räddningar | Insläppta mål | Räddningsprocent | Utvisningsminuter | Tid på isen |
| ------------- | ------------- | ---------- | ------------- | ---------------- | ----------------- | ----------- |
| Braden Holtby | 35            | 33         | 2             | 0,943            | 0                 | 60:00       |
| Källa:        |               |            |               |                  |                   |             |

#### Chicago Blackhawks

##### Utespelare
| Spelare            | Mål | Assists | Poäng | +/− | Utvisningsminuter | Skott | Vunna tekningar (%) | Tacklingar | Tid på isen |
| ------------------ | --- | ------- | ----- | --- | ----------------- | ----- | ------------------- | ---------- | ----------- |
| Brandon Saad       | 1   | 0       | 1     | +1  | 2                 | 3     | 0                   | 0          | 18:56       |
| Patrick Sharp      | 1   | 0       | 1     | 0   | 0                 | 10    | 33                  | 1          | 18:30       |
| Marián Hossa       | 0   | 1       | 1     | +1  | 0                 | 2     | —                   | 0          | 19:19       |
| Patrick Kane       | 0   | 1       | 1     | -1  | 0                 | 5     | —                   | 0          | 21:56       |
| Duncan Keith       | 0   | 1       | 1     | -1  | 0                 | 1     | —                   | 0          | 26:50       |
| Jonathan Toews     | 0   | 1       | 1     | +1  | 2                 | 0     | 57                  | 0          | 19:59       |
| Bryan Bickell      | 0   | 0       | 0     | 0   | 2                 | 1     | —                   | 2          | 12:24       |
| Daniel Carcillo    | 0   | 0       | 0     | -1  | 2                 | 0     | —                   | 0          | 3:38        |
| Niklas Hjalmarsson | 0   | 0       | 0     | 0   | 0                 | 1     | —                   | 0          | 21:55       |
| Marcus Krüger      | 0   | 0       | 0     | -1  | 0                 | 0     | 50                  | 1          | 12:57       |
| Jordan Oduya       | 0   | 0       | 0     | 0   | 0                 | 0     | —                   | 2          | 20:59       |
| Brad Richards      | 0   | 0       | 0     | 0   | 0                 | 3     | 54                  | 0          | 15:52       |
| Michal Rozsíval    | 0   | 0       | 0     | 0   | 0                 | 1     | —                   | 1          | 12:54       |
| David Rundblad     | 0   | 0       | 0     | 0   | 0                 | 2     | —                   | 1          | 10:13       |
| Brent Seabrook     | 0   | 0       | 0     | -1  | 0                 | 1     | —                   | 2          | 20:03       |
| Andrew Shaw        | 0   | 0       | 0     | 0   | 2                 | 3     | 58                  | 0          | 13:52       |
| Ben Smith          | 0   | 0       | 0     | -1  | 0                 | 0     | 67                  | 0          | 11:08       |
| Kris Versteeg      | 0   | 0       | 0     | -1  | 0                 | 2     | 0                   | 0          | 11:43       |
| Källa:             |     |         |       |     |                   |       |                     |            |             |

##### Målvakt
| Spelare        | Skott mot sig | Räddningar | Insläppta mål | Räddningsprocent | Utvisningsminuter | Tid på isen |
| -------------- | ------------- | ---------- | ------------- | ---------------- | ----------------- | ----------- |
| Corey Crawford | 35            | 32         | 3             | 0,914            | 0                 | 59:39       |
| Källa:         |               |            |               |                  |                   |             |